# Mercato Centrale di Lubiana
Il mercato Centrale di Lubiana (in sloveno Osrednja ljubljanska tržnica) è il più grande mercato pubblico della città, disegnato da Jože Plečnik nel 1931-1939 . Proseguendo per la strada del mercato si arriva a piazza Krek.
L'edificio del mercato si estende tra il triplo ponte e ponte dei Draghi, sul lato destro della curva del fiume Ljubljanica. Il mercato è situato in piazza Vodnik.

## Storia
Il terremoto di Lubiana del 1895 ha distrutto un antico monastero, dopo essere stato rimosso è stato creato lo spazio attuale per il mercato. L'edificio attuale del mercato è stato progettato dall'architetto Jože Plečnik e fu costruito tra il 1940 e il 1942 . Si estende su una superficie di 1.876 metri quadrati..
Il progetto è in stile rinascimentale. Era stato concepito come un mercato coperto a due piani seguendo la curva che il fiume Ljubljanica ha in quella zona. Sul lato del mercato che si affaccia verso il fiume vi sono grandi finestre semicircolari, mentre dal lato opposto vi si trova un colonnato .
Nel progetto di Plečnik era prevista anche la realizzazione di un ponte, ma non fu mai realizzato, fino al luglio 2010, quando fu costruito il ponte dei Macellai.

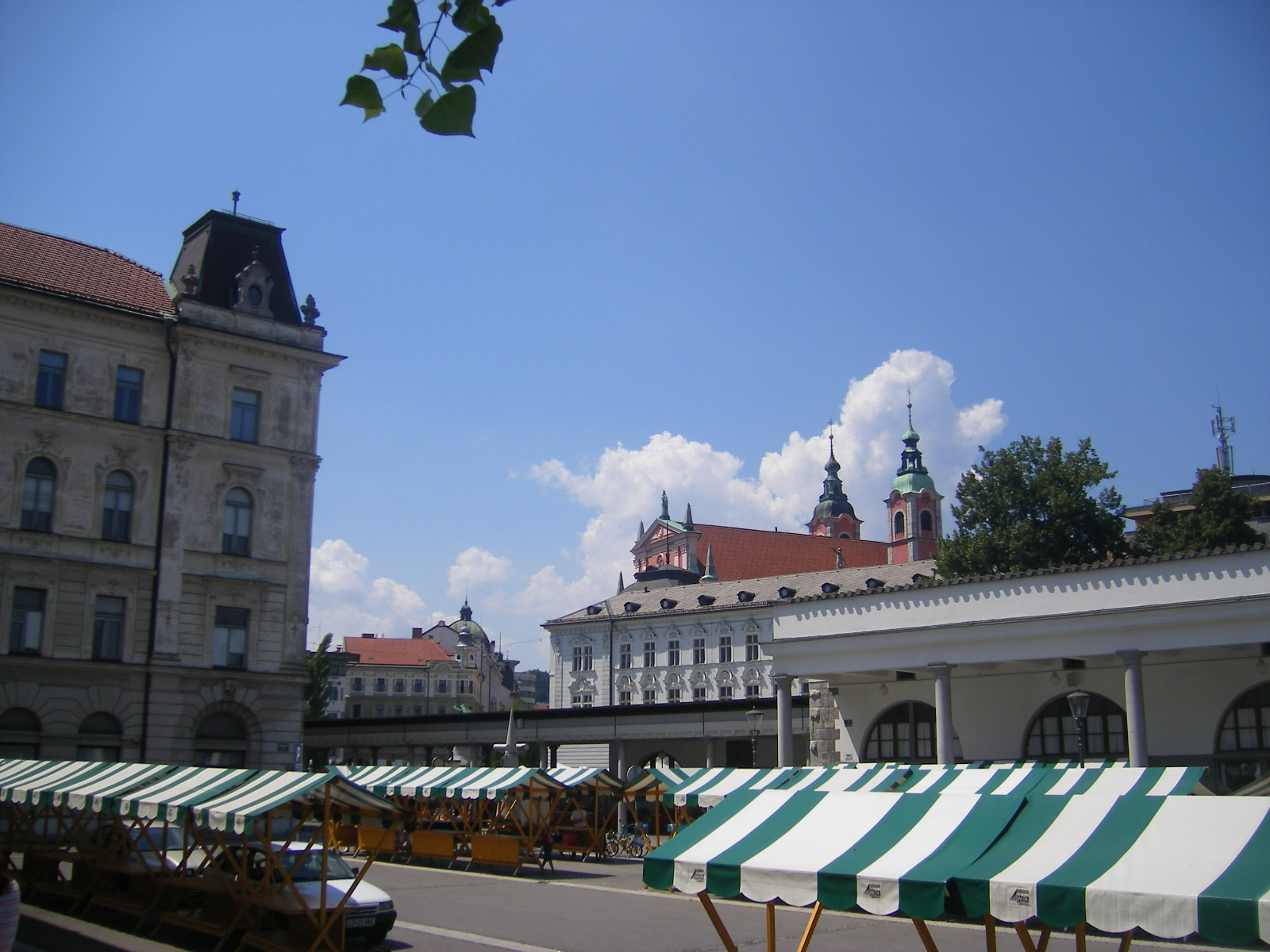
Il mercato

Il mercato è aperto tutti i giorni tranne la domenica. Si possono trovare fiori, un mercato del pesce e della frutta, prodotti da forno, prodotti lattiero-caseari e carne .